# Die Tornados
Die Tornados sind eine deutsche Ska- und Surf-Band aus Dessau und Leipzig.

## Bandgeschichte
Die Tornados wurden 1995 in Dessau gegründet. Die Band orientiert sich stilistisch an Ska, Surf und dem Rock ’n’ Roll der fünfziger Jahre. Sechs Jahre nach der Gründung wurde das Debütalbum „Heartbeat“ veröffentlicht. Im Jahr 2006 erschien mit „Go Out and Dance“ das zweite Album. Zwischen den Alben wurden zahlreiche Singles, Sampler und Split-Veröffentlichungen herausgebracht. Die Band hat in den 18 Jahren ihres Bestehens unzählige Konzerte in ganz Europa gespielt und gilt heute als eine der wichtigsten Ska-Bands in Deutschland.
Das offiziell letzte Konzert der Band fand am 29. April 2019 im Felsenkeller in Leipzig statt.

## Diskografie
- 1997: Die Tornados (7"-Vinyl-Single, Halb 7 Records)
- 1998: Flower & Bee (7"-Vinyl-Single, Nasty Vinyl)
- 2001: Heartbeat (12"-Vinyl- / CD-Album, Höhnie Records)
- 2003: Die Tornados vs. Skarface (10"-Split-Vinyl-Album, Höhnie Records)
- 2003: Heidi (CD-EP, Höhnie Records)
- 2004: Die Tornados vs. Curlee Wurlee (7"-Split-Vinyl-EP, CopaseDisques)
- 2006: Go Out and Dance (CD-Album, CopaseDisques / Cargo Records)
- 2010: Gleich knallt’s, Django (10"-Vinyl-EP, Höhnie Records)
- 2014: Young Guns Against Old Rockers, Django (CD, Sunny Bastards)